# Segnaletica stradale in Serbia
I segnali stradali in Serbia sono regolati dal Правилник о саобраћајној сигнализацији-Pravilnik o saobraćajnoj signalizaciji (Regolamento sui segnali stradali della Serbia).
Sono installati lungo il ciglio della strada sul lato destro della carreggiata e sono suddivisi in segnali di pericolo, di obbligo, di informazione, di indicazione e pannelli integrativi.
Se vi è del testo nei segnali, questo è in lingua serba, in caratteri cirillici e/o latini, senza traduzioni in altre lingue, eccezion fatta per quelli con scritte come il segnale di Fermarsi e dare precedenzae quello di Dogana, che hanno scritte in inglese e francese. La segnaletica di direzione è scritta contemporaneamente in caratteri cirillici e latini.
La maggior parte dei segnali sono basati su disegni come nella maggior parte dei Paesi europei.
In Kosovo i cartelli riportano diciture anche in lingua albanese. In Montenegro i cartelli riportano diciture esclusivamente in caratteri latini.
Agli incroci non regolati da segnaletica stradale o semafori vige la regola generale di dare la precedenza ai veicoli provenienti da destra, a meno che non sia altrimenti specificato.

## Segnali di pericolo
I segnali di pericolo in Serbia hanno sfondo bianco ed una classica forma triangolare.
| Segnale serbo | Significato                                                            | Spiegazione |
|               | Curva pericolosa a sinistra                                            | Presegnala un tratto di strada non rettilineo pericoloso per la limitata visibilità o per caratteristiche del tracciato (curva stretta a sinistra). |
|               | Curva pericolosa a destra                                              | Presegnala un tratto di strada non rettilineo pericoloso per la limitata visibilità o per caratteristiche del tracciato (curva stretta a destra). |
|               | Doppia curva pericolosa, la prima a sinistra                           | Presegnala una doppia curva, di cui la prima a sinistra. |
|               | Doppia curva pericolosa, la prima a destra                             | Presegnala una doppia curva, di cui la prima a destra. |
|               | Serie di curve pericolose                                              | Presegnala un tratto di strada non rettilineo pericoloso per la limitata visibilità o per caratteristiche del tracciato. |
|               | Discesa pericolosa                                                     | Presegnala un tratto di strada in discesa secondo il senso di marcia. La pendenza è espressa in percentuale. |
|               | Salita ripida                                                          | Presegnala un tratto di strada in forte salita secondo il senso di marcia. La pendenza è espressa in percentuale. |
|               | Strettoia                                                              | Segnala un restringimento pericoloso della carreggiata. |
|               | Strettoia asimmetrica a destra                                         | Segnala un restringimento pericoloso sul lato destro della carreggiata. |
|               | Strettoia asimmetrica a sinistra                                       | Segnala un restringimento pericoloso sul lato sinistro della carreggiata. |
|               | Ponte mobile                                                           | Presegnala una struttura stradale mobile comunque manovrabile. |
|               | Caduta da argine o molo                                                | Presegnala una banchina senza protezioni su un argine od un molo. |
|               | Strada deformata                                                       | Segnala un tratto di strada in cattivo stato o con pavimentazione irregolare. |
|               | Cunetta                                                                | Segnala un'anomalia altimetrica convessa della strada che limita la visibilità. |
|               | Dosso                                                                  | Segnala un'anomalia altimetrica concava della strada che limita la visibilità. |
|               | Strada sdrucciolevole                                                  | Presegnala un tratto di strada che in particolari condizioni climatiche od ambientali può diventare sdrucciolevole. |
|               | Ghiaia                                                                 | Presegnala la presenza di pietrisco, di materiale minuto o granaglia che può essere proiettato a distanza o scagliato in aria dai veicoli in transito. |
|               | Caduta massi da destra                                                 | Presegnala il pericolo di caduta massi dalla parete rocciosa soprastante a destra con possibile presenza di pietre sulla carreggiata |
|               | Caduta massi da sinistra                                               | Presegnala il pericolo di caduta massi dalla parete rocciosa soprastante a sinistra con possibile presenza di pietre sulla carreggiata. |
|               | Attraversamento pedonale                                               | Segnala l'avviciarsi di un passaggio pedonale segnalato sulla carreggiata. |
|               | Bambini                                                                | Segnala luoghi frequentati da bambini, come le scuole, i giardini pubblici, i campi di gioco e simili. |
|               | Attraversamento ciclabile                                              | Presegnala attraversamento di ciclisti contraddistinto da appositi segni sulla carreggiata. |
|               | Attraversamento di animali domestici                                   | Presegnala un tratto di strada con probabile improvvisa presenza od attraversamento di animali domestici. |
|               | Attraversamento di animali selvatici                                   | Presegnala un tratto di strada con probabile improvvisa presenza od attraversamento di animali selvatici. |
|               | Lavori                                                                 | Presegnala cantieri di lavori in corso, depositi temporanei di materiale, presenza di macchinari adibiti ai lavori stradali. |
|               | Semaforo                                                               | Presegnala un impianto semaforico posto su strade sia urbane che extraurbane. |
|               | Semaforo orizzontale                                                   | Presegnala un impianto semaforico posto su strade sia urbane che extraurbane in modalità orizzontale. |
|               | Passaggio di aeroplani a bassa quota                                   | Presegnala la possibilità di improvvisi forti rumori o abbagliamenti dovuti ad aeroplani a bassa quota. |
|               | Vento laterale da destra                                               | Presegnala la possibilità di forti raffiche di vento laterale provenienti da destra. |
|               | Vento laterale da sinistra                                             | Presegnala la possibilità di forti raffiche di vento laterale provenienti da sinistra. |
|               | Doppio senso di circolazione                                           | Segnala un tratto di strada che da senso unico diventa a doppio senso. |
|               | Galleria                                                               | Presegnala la presenza di una galleria stradale. |
|               | Altri pericoli                                                         | Segnala un pericolo diverso da quelli indicati negli altri segnali di pericolo. |
|               | Intersezione                                                           | Presegnala un incrocio in cui vige la regola generale di dare la precedenza a destra. |
|               | Intersezione con strada che non ha priorità                            | Presegnala un incrocio con una strada di minore importanza in cui si ha la precedenza sui veicoli provenienti sia da destra che da sinistra. |
|               | Intersezione con strada che non ha priorità a sinistra                 | Presegnala un incrocio con una strada di minore importanza in cui si ha la precedenza sui veicoli provenienti da sinistra. |
|               | Intersezione con strada che non ha priorità a destra                   | Presegnala un incrocio con una strada di minore importanza in cui si ha la precedenza sui veicoli provenienti da destra. |
|               | Confluenza da sinistra                                                 | Presegnala una strada senza diritto di precedenza che si immette sulla strada principale da sinistra. |
|               | Confluenza da destra                                                   | Presegnala una strada senza diritto di precedenza che si immette sulla strada principale da destra. |
|               | Intersezione con circolazione rotatoria                                | Segnala, sulle strade urbane e extraurbane, una intersezione regolata da circolazione rotatoria. |
|               | Attraversamento di tram                                                | Segnala un attraversamento tranviario. |
|               | Passaggio a livello con barriere                                       | Segnala un passaggio a livello con barriere ed è integrato con il pannello distanziometrico a tre barre rosse. |
|               | Passaggio a livello senza barriere                                     | Segnala un passaggio a livello senza barriere ed è integrato con il pannello distanziometrico a tre barre rosse. |
|               | Incrocio con un passaggio a livello senza barriere                     | Segnala un passaggio a livello od un attraversamento tranviario senza barriere con un solo binario, ed invita quindi i conducenti alla massima prudenza, invitandoli a fermarsi immediatamente se fossero attive le due luci rosse lampeggianti e/o il segnale acustico che indicano l'avvicinarsi del treno. Può anche essere installata in verticale per ragioni di minor ingombro. |
|               | Incrocio con un passaggio a livello senza barriere a più di un binario | Segnala un passaggio a livello od attraversamento tranviariosenza barriere con più di un binario, ed invita quindi i conducenti alla massima prudenza, invitandoli a fermarsi immediatamente se fossero attive le due luci rosse lampeggianti e/o il segnale acustico che indicano l'avvicinarsi del treno. Può anche essere installata in verticale per ragioni di minor ingombro.   |
|               | Pannelli distanziometrici per passaggio a livello con barriere         | Indicano la distanza dal passaggio a livello con barriere per il quale vengono installati. Sono posti sul lato destro della carreggiata. |
|               | Pannelli distanziometrici per passaggio a livello senza barriere       | Indicano la distanza dal passaggio a livello senza barriere per il quale vengono installati. Sono posti sul lato destro della carreggiata. |
|               | Banchina cedevole                                                      | Presegnala un tratto di carreggiata con banchina cedevole. |
|               | Coda                                                                   | Presegnala un tratto di strada in cui è in atto un forte rallentamento od una coda del traffico |

## Segnali di obbligo
| Segnale serbo | Significato                                                                            | Spiegazione |
|               | Dare precedenza                                                                        | Prescrive un incrocio in cui è necessario dare precedenza in corrispondenza della linea orizzontale.                                                                                            |
|               | Fermarsi e dare la precedenza                                                          | Prescrive l'obbligo di arrestarsi in ogni caso in corrispondenza della striscia trasversale di arresto ad un incrocio e di dare precedenza.                                                     |
|               | Divieto di transito                                                                    | Vieta a tutti i veicoli di entrare in una strada. |
|               | Divieto di accesso                                                                     | Vieta di entrare in una strada accessibile invece in un altro senso. |
|               | Divieto di transito agli autoveicoli                                                   | Vieta a tutti gli autoveicoli, eccetto i motocicli, di entrare in una strada. |
|               | Accesso vietato agli autobus                                                           | Vieta il transito agli autobus. |
|               | Divieto di circolazione per i mezzi destinati al trasporto merci                       | Vieta il transito ai veicoli da trasporto non adibiti al trasporto di persone. |
|               | Divieto di circolazione per i veicoli il cui carico può inquinare le acque             | Vieta il transito ai veicoli che trasportano sostanze suscettibili di contaminare l'acqua. |
|               | Divieto di circolazione per i veicoli che trasportano merci esplosive                  | Vieta il transito ai veicoli che trasportano merci esplosive. |
|               | Divieto di circolazione per i veicoli che trasportano merci pericolose                 | Vieta il transito ai veicoli che trasportano merci pericolose, come esplosivi, benzina, materie tossiche o radioattive.                                                                         |
|               | Divieto di circolazione per i rimorchi                                                 | Vieta il transito a tutti i veicoli con un rimorchio. |
|               | Divieto di circolazione per gli autoarticolati                                         | Vieta il transito a tutti gli autoarticolati. |
|               | Divieto di circolazione ai mezzi agricoli                                              | Vieta il transito a tutti i mezzi agricoli. |
|               | Divieto di circolazione per i motocicli                                                | Vieta il transito a tutti i veicoli a motore con due ruote. |
|               | Divieto di circolazione per i ciclomotori                                              | Vieta il transito a tutti i ciclomotori. |
|               | Divieto di circolazione alle biciclette                                                | Vieta il transito alle biciclette. |
|               | Accesso vietato ai veicoli a trazione animale                                          | Vieta il transito ai veicoli a trazione animale. |
|               | Accesso vietato ai veicoli a braccia                                                   | Vieta il transito ai veicoli a braccia. |
|               | Accesso vietato ai pedoni                                                              | Vieta il transito ai pedoni. |
|               | Divieto di circolazione ai veicoli a motore ed ai motocicli                            | Vieta il transito a tutti i veicoli a motore ed ai motocicli. |
|               | Divieto di circolazione a veicoli a motore, ai motocicli e mezzi a trazione animale    | Vieta il transito a veicoli a motore, ai motocicli e mezzi a trazione animale. |
|               | Divieto di circolazione agli autobus, ai mezzi agricoli ed ai mezzi a trazione animale | Vieta il transito agli autobus, ai mezzi agricoli ed ai mezzi a trazione animale. |
|               | Larghezza massima                                                                      | Vieta il transito ai veicoli aventi larghezza superiore a quella indicata in metri. |
|               | Altezza massima                                                                        | Vieta il transito ai veicoli aventi altezza superiore a quella indicata in metri. |
|               | Peso massimo                                                                           | Vieta il transito ai veicoli aventi massa superiore a quella indicata in tonnellate al momento del transito.                                                                                    |
|               | Peso massimo sull'asse                                                                 | Vieta il transito ai veicoli aventi sull'asse più caricato una massa superiore a quella indicata al momento del transito.                                                                       |
|               | Lunghezza massima                                                                      | Vieta il transito ai veicoli od ai complessi di veicoli di lunghezza superiore alla lunghezza indicata in metri.                                                                                |
|               | Distanza minima                                                                        | Vieta di seguire il veicolo che precede ad una distanza inferiore a quella indicata, in metri, sul segnale.                                                                                     |
|               | Divieto di svoltare a sinistra                                                         | Vieta di svoltare a sinistra al prossimo incrocio. |
|               | Divieto di svoltare a destra                                                           | Vieta di svoltare a destra al prossimo incrocio. |
|               | Divieto d'inversione                                                                   | Vieta di effettuare un'inversione di marcia. |
|               | Divieto di sorpasso                                                                    | Vieta di sorpassare i veicoli a motore con due o più ruote. |
|               | Divieto di sorpasso per gli autocarri                                                  | Indica il divieto a tutti i veicoli, non adibiti al trasporto di persone, di massa a pieno carico superiore a 3,5 t di sorpassare i veicoli a motore.                                           |
|               | Velocità massima                                                                       | Indica la velocità massima in chilometri orari alla quale i veicoli possono procedere immediatamente dopo il segnale.                                                                           |
|               | Divieto di segnalazioni acustiche                                                      | Vieta l'uso di segnalazioni acustiche. |
|               | Fermarsi alla dogana                                                                   | Obbliga i conducenti all'arresto per i controlli doganali in prossimità delle frontiere nazionali non in prossimità di Paesi UE.                                                                |
|               | Fermarsi per controlli di polizia                                                      | Obbliga i conducenti all'arresto per controlli di polizia. |
|               | Pagamento pedaggio                                                                     | Obbliga i conducenti all'arresto per il pagamento del pedaggio della strada che si sta percorrendo.                                                                                             |
|               | Precedenza ai veicoli provenienti in senso inverso                                     | Prescrive di dare precedenza ai veicoli provenienti in direzione opposta in una strada a doppio senso che consente il passaggio di una sola fila di veicoli.                                    |
|               | Divieto di fermata                                                                     | Vieta la sosta e la fermata o qualsiasi temporanea sospensione della marcia ai veicoli. |
|               | Divieto di sosta                                                                       | Vieta la sosta, fermata prolungata (parcheggio) ai veicoli, in quei luoghi dove per regola generale non vige tale divieto.                                                                      |
|               | Divieto di sosta nei giorni dispari                                                    | Vieta la sosta, fermata prolungata (parcheggio) ai veicoli, in quei luoghi dove per regola generale non vige tale divieto, soltanto nei giorni dispari.                                         |
|               | Divieto di sosta nei giorni pari                                                       | Vieta la sosta, fermata prolungata (parcheggio) ai veicoli, in quei luoghi dove per regola generale non vige tale divieto, soltanto nei giorni pari.                                            |
|               | Velocità minima                                                                        | Vieta ai conducenti di procedere ad una velocità inferiore a quella indicata. |
|               | Catene per la neve obbligatorie                                                        | Vieta il transito ai veicoli sprovvisti di catene da neve. |
|               | Pista ciclabile                                                                        | Indica l'inizio di un percorso riservato alle biciclette. |
|               | Percorso pedonale                                                                      | Indica un percorso riservato ai pedoni. |
|               | Percorso ciclabile adiacente al marciapiede                                            | Indica l'inizio di un percorso ciclabile contiguo al marciapiede. |
|               | Percorso per quadrupedi da sella                                                       | Indica un percorso riservato ai quadrupedi da sella. |
|               | Direzione obbligatoria dritto                                                          | Indica che la sola direzione consentita al conducente è quella di andare diritto. |
|               | Direzione obbligatoria a destra                                                        | Indica che la sola direzione consentita al conducente è quella di andare a destra. |
|               | Direzione obbligatoria a sinistra                                                      | Indica che la sola direzione consentita al conducente è quella di andare a sinistra. |
|               | Preavviso di direzione obbligatoria a sinistra                                         | Preavvisa che la sola direzione consentita al conducente è quella di andare a sinistra. |
|               | Preavviso di direzione obbligatoria a destra                                           | Preavvisa che la sola direzione consentita al conducente è quella di andare a destra. |
|               | Circolare diritto o svoltare a sinistra                                                | Direzioni consentite a dritto ed a sinistra. |
|               | Circolare diritto o svoltare a destra                                                  | Direzioni consentite a dritto ed a destra. |
|               | Svoltare a destra o a sinistra                                                         | Direzioni obbligatorie a destra ed a sinistra. |
|               | Passaggio obbligatorio a destra                                                        | Obbliga i conducenti a passare a destra dell'ostacolo come un cantiere, uno spartitraffico, un salvagente o un'isola di traffico.                                                               |
|               | Passaggio obbligatorio a sinistra                                                      | Obbliga i conducenti a passare a sinistra dell'ostacolo come un cantiere, uno spartitraffico, un salvagente o un'isola di traffico.                                                             |
|               | Intersezione con percorso rotatorio obbligato                                          | Indica ai conducenti l'obbligo di circolare nel verso antiorario indicato dalle frecce attorno all'area di rotazione. È posto subito prima di una piazza dove si svolge circolazione rotatoria. |
|               | Passaggio obbligatorio a destra o a sinistra                                           | Obbliga i conducenti a passare a destra o a sinistra dell'ostacolo come un cantiere, uno spartitraffico, un salvagente o un'isola di traffico.                                                  |

## Segnali di indicazione
| Segnale serbo | Significato                                         | Spiegazione |
|               | Precedenza rispetto al traffico inverso             | Indica la precedenza rispetto ai veicoli provenienti in direzione opposta in una strada a doppio senso che consente il passaggio di una sola fila di veicoli.      |
|               | Senso unico                                         | Segnala il termine del doppio senso di circolazione all'interno di una carreggiata.                                                                                |
|               | Senso unico                                         | Segnala il termine del doppio senso di circolazione all'interno di una carreggiata; è posto parallelamente all'asse stradale.                                      |
|               | Strada con diritto di precedenza                    | Indica l'inizio di una strada il cui traffico ha diritto di precedenza.                                                                                            |
|               | Fine della strada con diritto di precedenza         | Indica la fine di una strada il cui traffico ha diritto di precedenza.                                                                                             |
|               | Passaggio pedonale                                  | Indica un attraversamento pedonale non regolato da semaforo e non in corrispondenza di un incrocio stradale.                                                       |
|               | Sottopassaggio pedonale                             | Indica un sottopassaggio pedonale. |
|               | Strada senza uscita                                 | Indica una strada senza uscita per tutti i veicoli. |
|               | Guida per la svolta a sinistra                      | Indica la manovra da compiere per la svolta a sinistra al prossimo incrocio.                                                                                       |
|               | Utilizzo delle corsie in un incrocio                | Indica la canalizzazione che si ha nel prossimo incrocio. |
|               | Numero strada statale                               | Indica il numero della strada statale che si sta percorrendo. |
|               | Numero strada secondaria                            | Indica il numero della strada secondaria che si sta percorrendo.                                                                                                   |
|               | Progressiva chilometrica su strada statale          | Indica il chilometraggio progressivo lungo una strada statale. |
|               | Itinerario europeo                                  | Indica il numero dell'itinerario europeo che si sta percorrendo.                                                                                                   |
|               | Autostrada                                          | Indica l'inizio di un'autostrada. |
|               | Fine dell'autostrada                                | Indica la fine di un'autostrada. |
|               | Strada riservata ai veicoli a motore                | Indica l'inizio di una strada riservata ai veicoli a motore. |
|               | Fine strada riservata ai veicoli a motore           | Indica la fine di una strada riservata ai veicoli a motore. |
|               | Inizio del territorio comunale                      | Indica l'inizio del territorio di un comune. |
|               | Inizio del centro abitato                           | Indica l'inizio del centro abitato. |
|               | Fine del territorio comunale                        | Indica la fine del territorio di un comune. |
|               | Fine del centro abitato                             | Indica la fine del centro abitato. |
|               | Fine divieto di sorpasso                            | Indica la fine del divieto a tutti i veicoli di sorpassare i veicoli a motore diversi dai motocicli e dai ciclomotori.                                             |
|               | Fine del divieto di sorpasso per gli autocarri      | Indica la fine del divieto a tutti i veicoli non adibiti al trasporto di persone di massa a pieno carico oltre 3,5 t di sorpassare i veicoli a motore.             |
|               | Fine della velocità massima                         | Indica la fine del limite sulla velocità massima alla quale i veicoli possono procedere e ripristina il consueto limite di velocità relativo alla strada percorsa. |
|               | Fine della velocità minima                          | Indica la fine della validità del limite minimo di velocità. |
|               | Fine del divieto di segnalazioni acustiche          | Indica la fine del divieto di segnalazioni acustiche. |
|               | Fine dei divieti precedenti                         | Indica il punto ove le prescrizioni precedentemente indicate cessano di essere valide.                                                                             |
|               | Fine del tratto con catene per la neve obbligatorie | Indica la fine del tratto di strada con catene da neve. |
|               | Fine pista ciclabile                                | Indica la fine del percorso riservato alle biciclette. |
|               | Fine del percorso pedonale                          | Indica la fine del percorso riservato ai pedoni. |
|               | Fine del percorso per quadrupedi da sella           | Indica la fine del percorso riservato ai quadrupedi da sella. |
|               | Fine percorso ciclabile adiacente al marciapiede    | Indica la fine del percorso ciclabile contiguo al marciapiede. |
|               | Zona a divieto di sosta                             | Indica una zona in cui vige il divieto di sosta. |
|               | Fine della zona a divieto di sosta                  | Indica la fine della zona in cui vige il divieto di sosta. |
|               | Parcheggio                                          | Indica un parcheggio autorizzato. Consente la sosta a tempo indeterminato salvo indicazioni differenti.                                                            |
|               | Parcheggio coperto                                  | Indica un parcheggio coperto. Consente la sosta a tempo indeterminato salvo indicazioni differenti.                                                                |
|               | Parcheggio a pagamento                              | Indica un parcheggio autorizzato. Consente la sosta pagando la tariffa al parcometro.                                                                              |
|               | Parcheggio di interscambio                          | Indica un parcheggio di interscambio con mezzi pubblici. |
|               | Ospedale                                            | Indica la presenza di un ospedale. |
|               | Pronto soccorso                                     | Indica la presenza di un pronto soccorso. |
|               | Assistenza meccanica                                | Indica la presenza di un'officina di riparazioni. |
|               | Telefono                                            | Indica un telefono pubblico. |
|               | Rifornimento                                        | Indica la presenza di un posto di rifornimento. |
|               | Albergo-motel                                       | Indica la presenza di un albergo o un motel. |
|               | Ristorante                                          | Indica la presenza di un ristorante. |
|               | Bar                                                 | Indica la presenza di un bar. |
|               | Area pic-nic                                        | Indica la presenza di un'area per pic-nic. |
|               | Campeggio                                           | Indica un campeggio. |
|               | Terreno per roulotte                                | Indica un terreno per la sosta di roulotte o motorhome. |
|               | Campeggio e terreno per roulotte                    | Indica un campeggio e terreno per la sosta di roulotte o motorhome.                                                                                                |
|               | Ostello della gioventù                              | Indica un ostello per la gioventù. |
|               | Autosoccorso                                        | Indica la presenza di un posto di autosoccorso. |
|               | Estintore                                           | Indica la presenza di un estintore. |
|               | Fermata di autobus                                  | Segnala una fermata di autobus. |
|               | Fermata di tram                                     | Segnala una fermata di tram. |
|               | Aeroporto                                           | Indica la presenza di un aeroporto. |
|               | Porto                                               | Indica la presenza di un porto. |
|               | Informazioni                                        | Indica la presenza di un punto informazioni. |
|               | Transitabilità strada montana                       | Indica la transitabilità del tratto di strada montano che si sta per percorrere, con le eventuali prescrizioni.                                                    |
|               | Numero del tornante                                 | Indica il numero progressivo del tornante lungo una strada di montagna con la relativa altitudine in m s.l.m..                                                     |
|               | Nome struttura stradale                             | Indica il nome della struttura stradale che si sta per percorrere (es. galleria, ponte...).                                                                        |
|               | Altitudine del passo                                | Indica l'altitudine del passo che si sta transitando. |
|               | Fiume                                               | Indica il nome del fiume che si sta oltrepassando. |
|               | Direzione per stazione di polizia                   | Indica la direzione da seguire per giungere alla più vicina stazione di polizia.                                                                                   |
|               | Velocità consigliata                                | Indica la velocità consigliata nel tratto di strada. |
|               | Nome di via                                         | Indica il nome della via che si sta percorrendo. |
|               | Delineatori di curva                                | Indicano la curvatura del tratto di strada non rettilineo che si sta precorrendo.                                                                                  |
|               | Uscita                                              | Indica un'uscita con svincolo. |
|               | Bambini per strada                                  | Indica la possibilità di incontrare bambini lungo la carreggiata.                                                                                                  |
|               | Corsia per autobus                                  | Indica l'inizio di una corsia riservata agli autobus. |
|               | Fine della corsia per autobus                       | Indica la fine della corsia riservata agli autobus. |
|               | Limiti di velocità generali                         | Indica i limiti generali di velocità presenti nello Stato, validi per le autovetture. È posto in prossimità delle frontiere.                                       |
|               | Corsia per veicoli lenti                            | Indica la presenza della corsia per veicoli lenti. |
|               | Fine della corsia per veicoli lenti                 | Indica la fine della corsia per veicoli lenti. |
|               | Zona pedonale                                       | Indica l'inizio di una zona pedonale. |
|               | Fine della zona pedonale                            | Indica la fine della zona pedonale. |
|               | Zona a velocità limitata                            | Indica una zona in cui vige il limite di velocità indicato. |
|               | Fine della zona a velocità limitata                 | Indica la fine della zona in cui vige il limite di velocità indicato.                                                                                              |
|               | Dosso artificiale                                   | Indica la presenza di un dosso artificiale di rallentamento del traffico.                                                                                          |
|               | Pericolo                                            | Indica una zona di pericolo. |
|               | Strada residenziale                                 | Indica l'inizio di una zona residenziale. |
|               | Fine della strada residenziale                      | Indica la fine di una zona residenziale. |
|               | Zona di scuole                                      | Indica una zona di alta concentrazione di scuole. |
|               | Fine della zona di scuole                           | Indica la fine della zona di alta concentrazione di scuole. |
|               | Uso delle corsie in autostrada                      | Indica l'uso delle corsie lungo un'autostrada con i relativi limiti.                                                                                               |
|               | Confluenza                                          | Indica il termine delle due corsie per senso di marcia ed il confluire in un'unica corsia per senso di marcia.                                                     |
|               | Uscita di emergenza                                 | Indicano un'uscita di emergenza. |
|               | Direzione e distanza per l'uscita di emergenza      | Indicano la direzione da seguire e la distanza per la più vicina uscita di emergenza.                                                                              |
|               | Controllo della velocità                            | Indica un tratto di strada soggetto al controllo remoto della velocità.                                                                                            |

## Segnali di direzione
| Segnale serbo | Significato                                                                         | Spiegazione |
|               | Presegnalazione di direzioni su strada extraurbana                                  | Indica le direzioni raggiungibili al prossimo incrocio su strada extraurbana.                                    |
|               | Presegnalazione di direzioni su strada extraurbana ad un'intersezione con rotatoria | Indica le direzioni raggiungibili al prossimo incrocio su strada extraurbana ad un'intersezione con rotatoria.   |
|               | Presegnalazione di direzioni su strada extraurbana                                  | Indica le direzioni raggiungibili al prossimo incrocio su strada extraurbana.                                    |
|               | Cartello indicatore per strada extraurbana                                          | Indica le direzioni raggiungibili al prossimo incrocio lungo una strada extraurbana.                             |
|               | Cartello indicatore per strada extraurbana principale                               | Indica le direzioni raggiungibili al prossimo incrocio lungo una strada extraurbana principale.                  |
|               | Segnale di conferma per le autostrade                                               | Indica la distanza dalle località indicate nel segnale percorrendo l'autostrada.                                 |
|               | Presegnalazione di direzioni su strada extraurbana principale                       | Indica le direzioni raggiungibili al prossimo incrocio lungo una strada extraurbana principale.                  |
|               | Cartello indicatore per autostrada                                                  | Indica le direzioni raggiungibili al prossimo incrocio lungo un'autostrada.                                      |
|               | Cartello indicatore per strada secondaria                                           | Indica le direzioni raggiungibili al prossimo incrocio lungo una strada secondaria.                              |
|               | Cartello indicatore per strada extraurbana principale                               | Indica le direzioni raggiungibili al prossimo incrocio lungo una strada extraurbana principale.                  |
|               | Cartello indicatore per autostrada a ponte                                          | Indica le direzioni raggiungibili al prossimo incrocio lungo un'autostrada posto a scavalco lungo un'autostrada. |
|               | Presegnalazione di direzioni su autostrada                                          | Indica le direzioni raggiungibili al prossimo incrocio lungo un'autostrada.                                      |
|               | Peavviso di uscita lungo autostrada                                                 | Preavvisa un'uscita lungo un'autostrada.                                                                         |
|               | Peavviso di uscita per svicolo autostradale                                         | Preavvisa un'uscita per svicolo autostradale.                                                                    |
|               | Preavviso di deviazione                                                             | Preavvisa una deviazione lungo la strada che si sta percorrendo.                                                 |
|               | Deviazione                                                                          | Indica la direzione da seguire per una deviazione.                                                               |
|               | Cambio di corsia                                                                    | Indicano e preavvisano un cambio di corsia.                                                                      |
|               | Riduzione delle corsie disponibili                                                  | Indicano una riduzione delle corsie disponibili ad una sola.                                                     |
|               | Preavviso di riduzione delle corsie disponibili                                     | Preavvisano una riduzione delle corsie disponibili ad una sola.                                                  |
|               | Corsia chiusa                                                                       | Indicano una chiusura di una o più corsie.                                                                       |
|               | Rientro in corsia                                                                   | Indicano il rientro nella carreggiata di marcia normale.                                                         |
|               | Moviere                                                                             | Indica la presenza di un moviere per dirigere il traffico in prossimità di un cantiere stradale.                 |
|               | Limitazioni nelle corsie disponibili                                                | Indicano le limitazioni al traffico nelle corsie disponibili.                                                    |
|               | Cartello indicatore per località turistica                                          | Indica una località turistica.                                                                                   |

## Pannelli integrativi
| Segnale serbo | Significato                         | Spiegazione |
|               | Distanza                            | Indica la distanza alla prescrizione indicata.                                                                    |
|               | Estesa                              | Indica per quanti metri o chilometri il segnale a cui si riferisce è valido.                                      |
|               | Distanza laterale                   | Indica tra quanti metri a destra o a sinistra il segnale a cui si riferisce è valido.                             |
|               | Durata                              | Indica le ore nelle quali il segnale a cui si riferisce è valido.                                                 |
|               | Fine del divieto                    | Indica la fine di una prescrizione.                                                                               |
|               | Categoria di veicoli                | Indica che l'indicazione è riferita alla categoria di veicolo indicata.                                           |
|               | Ghiaccio o neve                     | Indica che la prescrizione a cui si riferisce il segnale è relativo alle condizioni di meteo con ghiaccio o neve. |
|               | Estesa laterale                     | Indica per quanti metri a destra o a sinistra il segnale a cui si riferisce è valido.                             |
|               | Inizio, continua e fine             | Indicano l'inizio, la continuazione o la fine di una prescrizione.                                                |
|               | Direzione e distanza per parcheggio | Indica la direzione da seguire e la distanza per pervenire ad un parcheggio pubblico.                             |
|               | Disposizione delle auto in sosta    | Indicano la disposizione delle auto in sosta.                                                                     |
|               | Mezzi spazzaneve in azione          | Indica che sono in azione i mezzi spazzaneve.                                                                     |
|               | Pioggia                             | Indica che il pericolo a cui si riferisce il segnale è relativo alle condizioni di meteo con pioggia.             |
|               | Ghiaccio o neve                     | Indica che il pericolo a cui si riferisce il segnale è relativo alle condizioni di meteo con ghiaccio o neve.     |
|               | Disabili                            | Indica che l'indicazione è riferita ai disabili muniti di apposito contrassegno.                                  |
|               | Strada dissestata per x chilometri  | Indica che la strada che si sta percorrendo è dissestata per il numero di chilometri indicato.                    |
|               | Andamento della strada principale   | Indica l'andamento della strada principale.                                                                       |